# Oleg Semionov
Oleg Semionov (ur. 21 sierpnia 1988 w Kłajpedzie) – litewski wioślarz.

## Osiągnięcia
- Mistrzostwa Świata Juniorów – Amsterdam 2006 – ósemka – 10. miejsce[3].
- Mistrzostwa Europy – Poznań 2007 – czwórka bez sternika – 10. miejsce[3].